# 巴拉臘特 (澳大利亞國會選區)
巴拉臘特選區（英語：Division of Ballarat，1977年以前稱為），是澳大利亞維多利亞州的下議院選區，位於州府墨爾本西部遠郊，因中心城市柏拉瑞特而得名。面積4,652平方公里。
選區始於1901年，是75個原始國會選區之一。一直以來是澳大利亞工黨和右翼政黨競爭的選區。2010年大選，尋求連任的、工黨的凱瑟琳·金成功三度連任。